# Museum für dekorative Kunst und Design

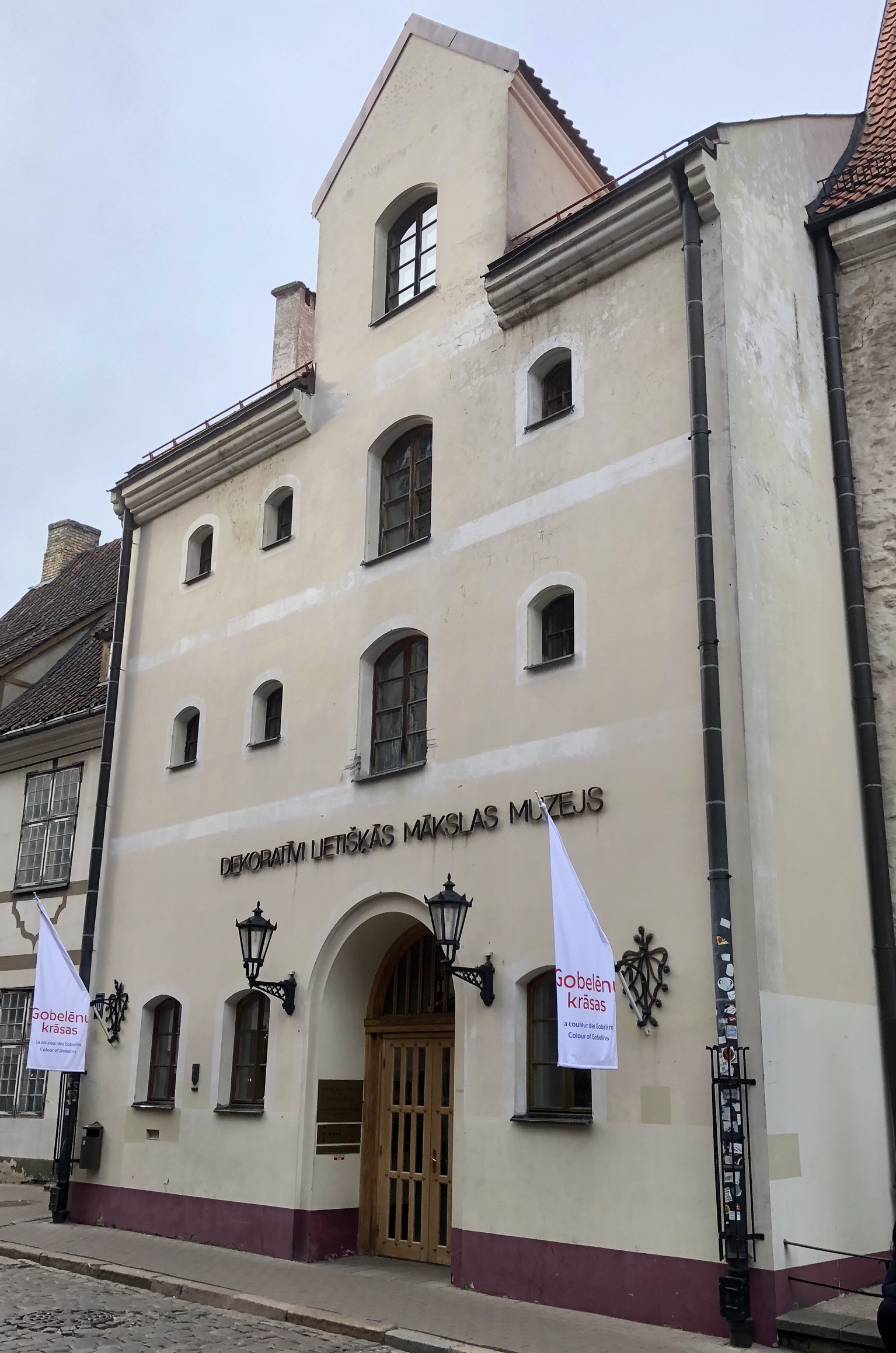
Museum für dekorative Kunst und Design

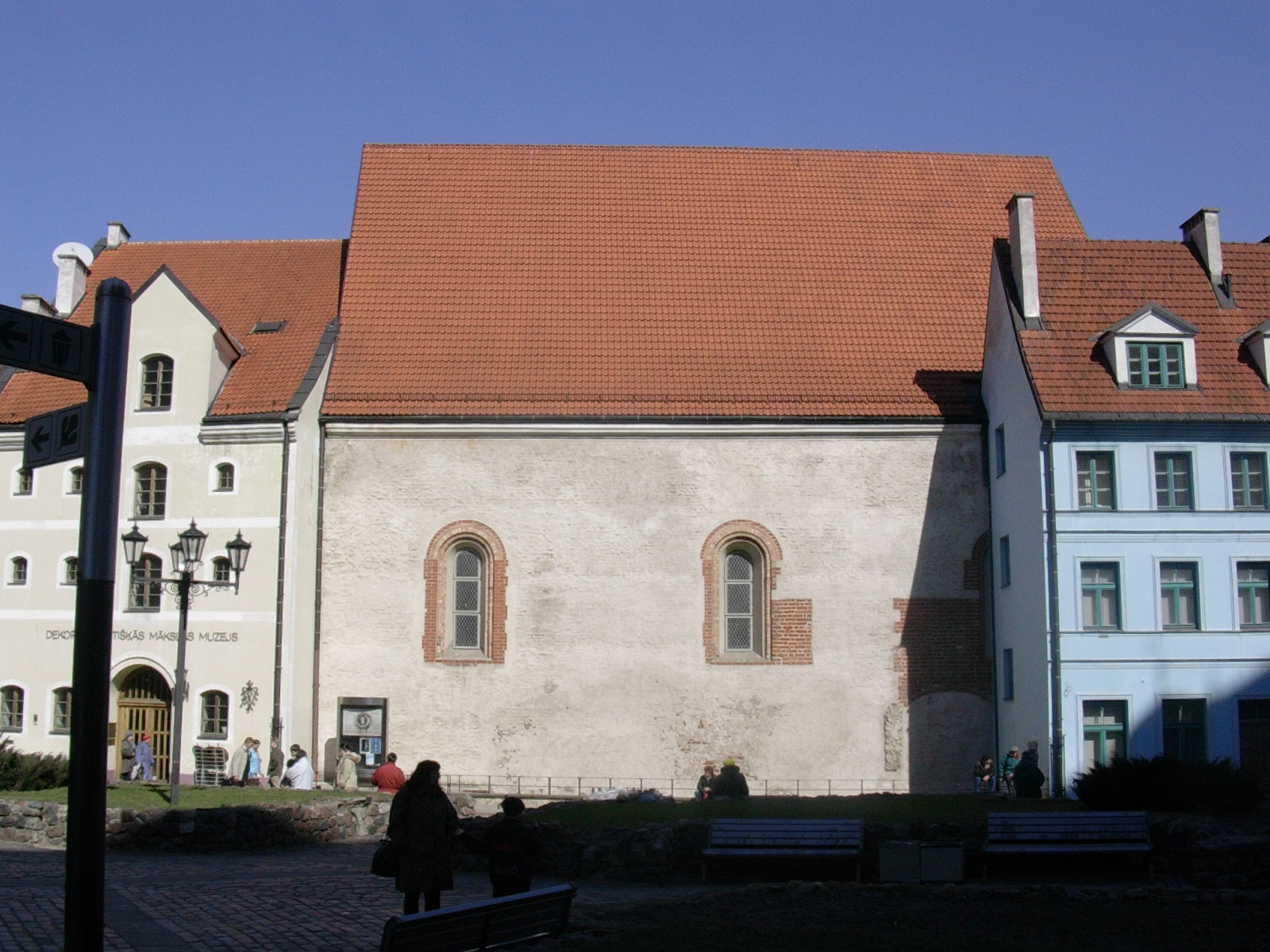
Blick auf die St.-Georg-Kirche

Das Museum für dekorative Kunst und Design (lettisch Dekoratīvās mākslas un dizaina muzejs) ist ein Museum in der lettischen Hauptstadt Riga.

## Lage
Es befindet sich in der Rigaer Altstadt auf der Nordseite der Scharrenstraße (Skārņu iela) an der Adresse Scharrenstraße 10.

## Ausstattung und Geschichte
Das Museum wurde am 6. Juli 1989 in den Räumlichkeiten der St.-Georg-Kirche eröffnet.
Die Sammlung des Museums umfasst neben Designkollektionen Textilkunst, Keramik und Porzellan, Metallkunst, Lederkunst, Holzkunst und Glaskunst. Die Exponate umfassen die Zeit seit dem Ende des 19. Jahrhunderts. Das Museum verfügt über die größte Sammlung von Werken aus der Anfangszeit des lettischen Modernismus, so insbesondere von Künstlern wie Romans Suta, Aleksandra Beļcova, Sigismunds Vidbergs und der Porzellanwerkstatt Baltars.
Neben einer Dauerausstellung werden auch wechselnde Ausstellungen gezeigt. Darüber hinaus bestehen Kreativwerkstätten für die Besucher.